# Chunradus Murator
Chunradus Murator (* vor  1340 in Wien; † 1394 ebd.), auch Konrad Maurer, war ein österreichischer Steinmetz und Wiener Dombaumeister.

## Leben und Wirken
Chunradus Murator war der erste namentlich bekannte Baumeister am Wiener Stephansdom. Die erste Nennung anlässlich eines Hauskaufs im Jahre 1372 bezeichnet ihn als Steinmetz ad Sanctum Stephanum, 1394 verkaufte seine Witwe Katrei Maurerin dieses Haus an seinen Nachfolger im Amt des Dombaumeisters Michael Knab. 1379 erhielt er von der Stadt Wien eine Brandstätte, auf der er ein später wieder veräußertes Haus errichtete, und 1388 erwarben Chunradus und Katharina Murator ein weiteres Haus, was auf einen gewissen Wohlstand schließen lässt. Der Name Murator/Maurer ist sowohl als Berufsbezeichnung wie auch als Frühform eines Familiennamens zu verstehen, wie er sich zu diesem Zeitpunkt herauszubilden beginnt.
Ob Chunradus Murator mit dem namentlich nicht genannten Baumeister identisch ist, der 1359 von Rudolph IV. nach einem vorausgegangenen Architekturwettbewerb aus Klosterneuburg zum Baumeister des Stephansdomes berufen wurde, ist umstritten, aber nicht auszuschließen. In diesem Fall wäre er zugleich als der erste Planverfasser des Südturms von St. Stephan anzusehen, nach dessen Entwurf für 35 Jahre bis um 1395 gebaut wurde. Neben seiner Tätigkeit für den Stephansdom war er offensichtlich auch, was seinen persönlichen Reichtum erklärt, unternehmerisch mit eigenen Hausbauprojekten tätig.